# (15817) Lucianotesi
(15817) Lucianotesi est un astéroïde Amor découvert le 2 août 1994 par les astronomes italiens Andrea Boattini et Maura Tombelli. Le lieu de découverte est San Marcello Pistoiese.
Il est nommé en l'honneur de l'astronome amateur italien Luciano Tesi.

## Caractéristiques
Sa distance minimale d'intersection de l'orbite terrestre est de 0,248846 ua.